# Santo Antônio do Amparo
Santo Antônio do Amparo là một đô thị thuộc bang Minas Gerais, Brasil. Đô thị này có diện tích 491,725 km², dân số năm 2007 là 17255 người, mật độ 36,3 người/km².